# إيليزا لين لينتون
إيليزا لين لينتون (بالإنجليزية: Eliza Lynn Linton) (10 فبراير 1822 في المملكة المتحدة - 14 يوليو 1898، وستمنستر في المملكة المتحدة)؛ صحفية، كاتِبة وروائية بريطانية.